# I Refuse
I Refuse (с англ. — «Я Отказываюсь») — песня американской рок-группы The Cars, девятый трек с альбома Heartbeat City.

## О песне
Песня была написана и спета вокалистом, ритм-гитаристом и автором песен Риком Окасеком. Продюсером выступили Матт Ланг, а также сами участники группы. Первая версия песни называлась "Baby I Refuse" и длилась она 3 минуты 52 секунды.
Помимо того, что песня была выпущена на альбоме 1984 года Heartbeat City, "I Refuse" была выпущена в качестве би-сайда к первым двум синглам с альбома. Первым был You Might Think. Эта версия издавалась только как 7" сингл в Англии и 12" сингл в Англии и Франции (в последнем случае сторону Б "I Refuse" делил с Let’s Go с альбома Candy-O 1979 года). В Соединённом Королевстве песня достигла 88-го места. Вторым синглом был Magic. На этот раз это единственный би-сайд для этого сингла. Сингл достиг 12-го места в американском чарте Billboard Hot 100 и первого места в чарте Billboard Top Tracks.

## Участники записи
- Рик Окасек — вокал, ритм-гитара
- Бен Орр — бас-гитара, бэк-вокал
- Эллиот Истон — соло-гитара, бэк-вокал
- Грег Хоукс — клавишные, бэк-вокал, Fairlight CMI программирование
- Дэвид Робинсон — ударные, Fairlight CMI программирование